# قاشلیق

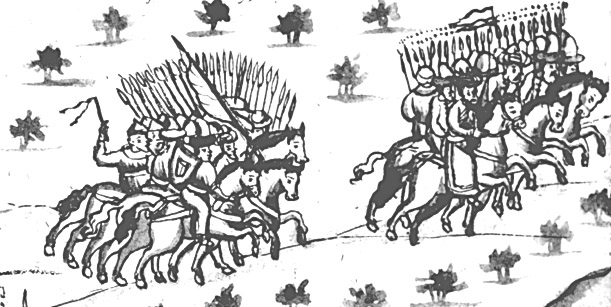
تاراندن کوچوم خان از قاشلیق توسط یرماک. نگاره از رویدادنامه کونگور.

قاشلیق یک دژ متعلق به تاتارهای سیبری در سده‌های میانه (قرن چهاردهم تا شانزدهم میلادی) بود که در سده شانزدهم پایتخت خانات سیبیر به‌شمار می‌آمد. این دژ در کرانه سمت راست رودخانه ایرتیش در پیوندگاه این رود با رود کوچک سیبیرکا جای داشت و محل آن در ۱۷ کیلومتری شهر امروزی توبولسک قرار دارد.
نام فاشلیق همان واژه قشلاق (زمستانگاه) به گویش ترکی تاتاری است. نام‌های دیگر این دژ، ایسکِر (به معنی شهر کهن در زبان اوگری رودخانه اوب) و سیبیر بود. از دژ قاشلیق نخستین بار در متون روسی سده چهاردهم یاد شده‌است.
این روستای دارای برج و بارو بیشترین دوره ترقی خود را در نیمه نخست سده شانزدهم تجربه کرد. در سال ۱۵۸۲ سپاهیان یک سرکرده معروف قزاق‌های روسی به نام یک یرماک، این دژ را تسخیر و ویران کرد. تاتارهای سیبری در سال ۱۵۸۴ دوباره این محل را تصرف کردند اما از سال ۱۵۸۶ به بعد این محل برای همیشه از کنترل آن‌ها بیرون آمد. شهر توبولسک در نزدیکی‌های قاشلیق در سال ۱۵۸۷ بنیاد شد.
منابع گوناگون بر سر محل دقیق این دژ اختلاف نظر دارند. برخی منابع از اوایل قرن نوزدهم می‌نویسند که ویرانه‌های این دژ در آن دوره هنوز، هرچند با دشواری، قابل دید و شناسایی بود. روستای امروزی سیبیریاک در نزدیکی محل احتمالی قاشلیق واقع شده‌است.